# Cobitis elongatoides
Cobitis elongatoides är en fiskart som beskrevs av Mihai Bacescu och Mayer, 1969. Cobitis elongatoides ingår i släktet Cobitis och familjen nissögefiskar. IUCN kategoriserar arten globalt som livskraftig. Inga underarter finns listade i Catalogue of Life.